# Tuvalu
Tuvalu lub Tuwalu (dawniej: Terytorium Tuvalu, Wyspy Ellice) – państwo położone na Oceanie Spokojnym w zachodniej Polinezji (na północ od Fidżi), Tuvalu tworzy archipelag po angielsku zwany Tuvalu Islands (dawne nazwy angielskie to Lagoon Islands i Ellice Islands), po polsku zaś Wyspami Lagunowymi.

## Historia
Wyspy Ellice zostały zasiedlone w V wieku n.e. Po raz pierwszy odkryte przez Europejczyków w 1568 (Hiszpan Alvaro Mendana de Neyra). Odkryte ponownie w 1764 przez Brytyjczyka Johna Byrona. Od 1877 pod zarządem Brytyjskiej Wysokiej Komisji Zachodniego Pacyfiku. Od 1892 stanowiły najpierw część protektoratu, a potem od 1916 część kolonii o nazwie Wyspy Gilberta i Lagunowe. W latach 1942–1943 okupowane przez Japonię, potem zajęte przez wojska USA. W 1975 Wyspy Ellice wydzieliły się jako samodzielna kolonia (po referendum w 1974), a 3 lata później (1 października 1978) ogłosiły swą niezależność od Wielkiej Brytanii i zmieniły nazwę na Tuvalu. Tuvalu stało się członkiem Brytyjskiej Wspólnoty Narodów (Commonwealth). Od 2000 członek ONZ, w 2008 po raz pierwszy uczestniczyło w igrzyskach olimpijskich.

## Geografia

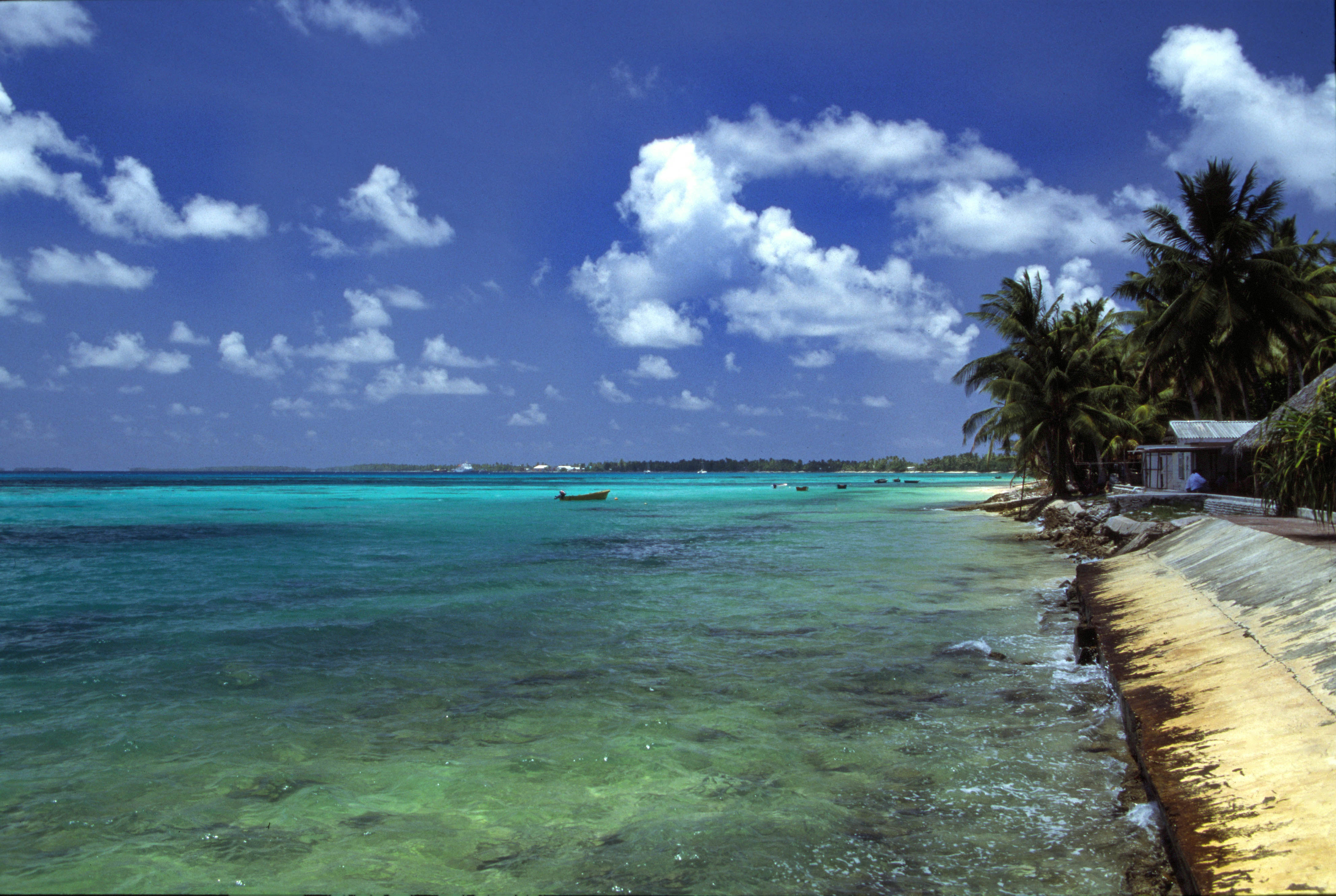
Plaża w Funafuti

Tuvalu obejmuje 6 atoli i 3 wyspy, tworzących archipelag Wysp Lagunowych. Geograficznie należy do Polinezji. Atole: Vaitupu (5,60 km²), Nanumea (pow. 3,87 km²), Nukufetau (2,99 km²), Nui (2,83 km²), Funafuti (2,79 km²) i Nukulaelae (1,82 km²) mają lagunę połączoną z oceanem, wyspy Nanumanga (2,78 km²) i Niutao (2,53 km²) mają lagunę niepołączoną z oceanem, natomiast Niulakita (0,42 km²) nie ma laguny. Łączna powierzchnia wynosi 25,63 km², a największą wyspą jest Vaitupu (4,9 km²). Archipelag ciągnie się na odcinku 600 km z północnego zachodu na południowy wschód. Łączna powierzchnia wyłącznej strefy ekonomicznej Tuvalu wynosi aż 900 tys. km².
Wyspy są płaskie – żadna nie przekracza wysokości 5 m n.p.m. Jest to m.in. wynikiem działalności Amerykanów, którzy podczas II wojny światowej założyli tu bazę lotniczą i na jej potrzeby wyrównali ogromne połacie terenu, całkowicie niszcząc jedyne wzniesienia na wyspach. W rezultacie ocieplania się klimatu i związanego z tym podniesienia się poziomu oceanu (w minionym stuleciu wzrost o blisko 20 cm), Tuvalu może w znacznej części znaleźć się pod wodą. Według badań ONZ ma to nastąpić do 2050. Aby temu zapobiec podjęto akcję zalesiania (zasadzono szybko rosnące drzewa i krzewy, które mają umocnić wybrzeża). W przypadku, gdy woda zacznie zalewać wyspy, na podstawie traktatu wszystkich mieszkańców ma ewakuować Królewska Nowozelandzka Marynarka Wojenna. Rząd rozważa również możliwość przeniesienia mieszkańców na wyspę Kioa, która obecnie należy do Fidżi, lub kupno ziemi od Australii.
Groźba zatopienia wysp Tuvalu stała się tematem jednego z filmów dokumentalnych zrealizowanych w 2004 przez telewizyjny kanał tematyczny Planete.
Klimat tropikalny, z racji położenia tuż pod równikiem (5–11° S). Średnia temperatura roczna od +27 do +30 °C, opady roczne od 2500 mm na południu do 3600 mm na północy (w 2005 średnio 2991 mm). Od listopada do kwietnia częste huragany tropikalne, zazwyczaj słabe (jednak w 1997 wyspy spustoszył katastrofalny huragan). Brak rzek i wody pitnej, która musi być zbierana w zbiornikach z deszczu. Wyspy są w 43% porośnięte lasem (stan z 2003).
Na wschód od archipelagu przebiega linia zmiany daty. Strefa czasowa +12 UTC.

## Demografia

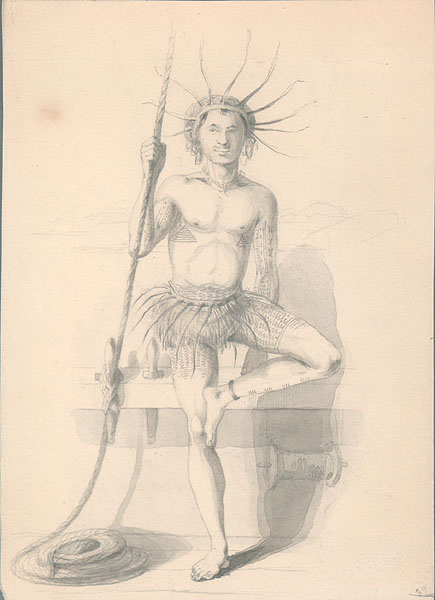
Mieszkaniec Tuvalu w tradycyjnym stroju – rysunek powstał w 1841 roku

Według spisu z 2012 wyspy zamieszkiwały 10 782 osoby (w 1950 atole zamieszkiwało 4676 osób). Z niepodległych państw tylko Watykan ma mniej mieszkańców. Najwięcej (blisko połowa) osób mieszka na stołecznym atolu Funafuti. Zamieszkanych jest 8 z 9 atoli (Niulakita uważany jest za bezludny, aczkolwiek mieszka tam ok. 40 osób). Społeczeństwo jest dość młode – tylko 5% mieszkańców ma ponad 65 lat. Pierwszymi mieszkańcami Tuvalu byli Polinezyjczycy (V wiek n.e.), którzy obecnie stanowią 96% ludności, 3% stanowią Mikronezyjczycy (głównie atol Nui), pozostały 1% to Europejczycy i inni. Językami urzędowymi są tuvalu i angielski, ale w użyciu spotyka się też język samoański i kiribati (atol Nui).
Spisy ludności odbywają się dość regularnie – ostatni, z 2012, wykazał obecność na wyspach 10 782 osób. Część obywateli pochodziła z Nauru (598), do którego i z którego podróżowała ludność w związku z wydobyciem fosforytów; 554 osoby pochodziły z Kiribati, a 585 – z Fidżi. Dla porównania, w 2002 roku Tuvalu zamieszkiwało 9561 osób, w 1991 – 9041, w 1979 – 7349, a w 1973 – 5887 osób.
W 2012 w stolicy mieszkało 57,1% ludności.
Według danych z 2005, oczekiwana długość życia wynosiła 70 lat dla kobiet i 66 dla mężczyzn. Według szacunków CIA z 2015 przewidywana długość życia mężczyzn wynosiła 64,01 lat, kobiet 68,41 lat. W 2007 roku przeciętny wiek pierwszego porodu wynosił 23,5 roku.
Na wyspach jest jeden szpital (w Vaiaku) i lokalne ambulatoria z podstawową opieką medyczną. Jedyny szpital, Princess Margaret Hospital, został wybudowany w 2003 z dotacji od rządu japońskiego. W 2008 zaszły reformy w sektorze zdrowotnym ze względu na pojawienie się nowych absolwentów szkół medycznych, głównie Fiji School of Medicine.

## Religia

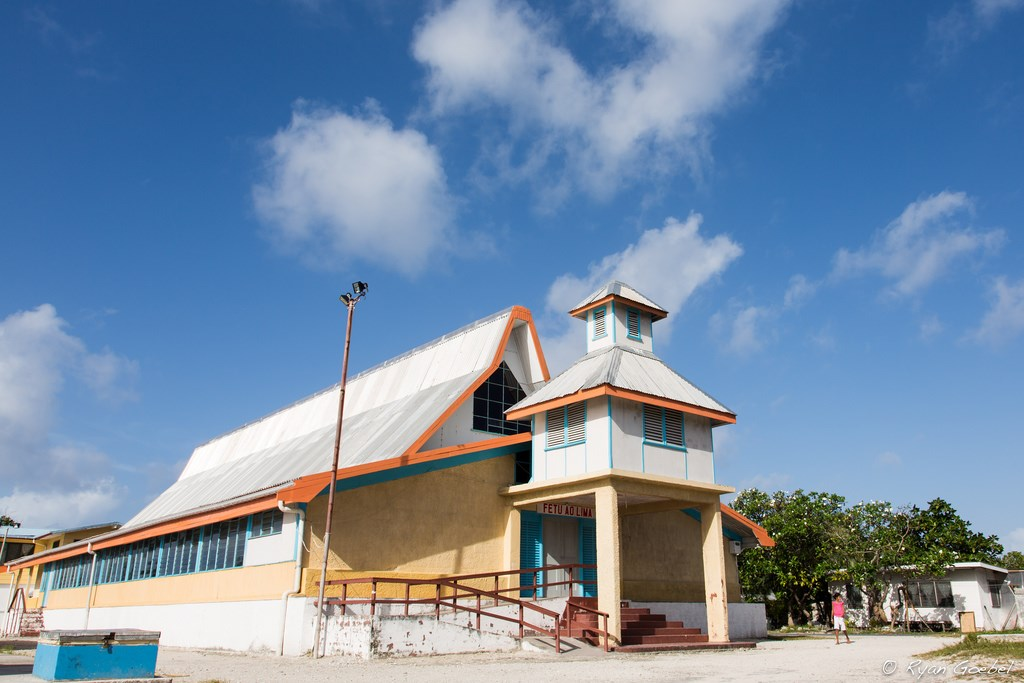
Fētu’ao Lima – kościół w Funafuti

Struktura religijna kraju według spisu powszechnego ludności i mieszkań z roku 2017:
- państwowy Kościół Tuvalu: 85,9% (kongregacjonaliści)
- anabaptyści: 2,8%
- Adwentyści Dnia Siódmego: 2,5%
- bahaizm: 1,5%
- Zbory Boże: 1,5%
- Świadkowie Jehowy: 1,5%
- mormoni: 0,9%
- Kościół katolicki: 0,5%
- inne wyznania: 2,6%
- brak religii: 0,2%

## Polityka
Głową państwa formalnie jest monarcha brytyjski, obecnie król Karol III. Jego przedstawicielem na wyspach jest gubernator generalny. Stolicą jest Vaiaku na wyspie Fongafale w atolu Funafuti.
Władzą faktyczną jest jednoizbowy, 15-osobowy parlament (Fale I Fono). Nie ma partii politycznych, posłowie są kandydatami niezależnymi, choć zbierają się oni w parlamencie w nieformalne grupy. Z każdego atolu wybieranych jest dwóch reprezentantów, z wyjątkiem Nukulaelae, skąd jest wybierany tylko jeden i niezamieszkanej Niulakita. Premiera wybierają w głosowaniu ze swojego grona. Premier zaś wybiera z posłów członków rządu (nie więcej jednak niż pięć). Obsadzają oni siedem ministerstw. Wybiera się także przewodniczącego parlamentu. Wybory co 4 lata, ostatnie miały miejsce 9 września 2019. Władzę sądowniczą sprawuje Sąd Najwyższy i osiem Sądów Wyspowych.
Świętem narodowym jest Dzień Niepodległości (1 października). Obowiązuje konstytucja z 1978. Stałe przedstawicielstwo Tuvalu znajduje się przy ONZ, a jedyne ambasady położone są w Belgii (Bruksela) i na Tajwanie. Placówki misji dyplomatycznej znajdują się na Fidżi (Suwa) i w Nowej Zelandii (Wellington), a konsule honorowi sprawują urząd w Australii, Belgii, Niemczech, Japonii, Korei Południowej, Singapurze, Szwajcarii, Tajwanie i Wielkiej Brytanii.
Tuvalu należy do Forum Wysp Pacyfiku (Pacific Islands Forum, PIF), Rady Regionalnych Organizacji Pacyfiku (Council of Regional Organisations in the Pacific, CROP), Sojuszu Małych Państw Wyspiarskich (AOSIS). W 2000 roku Tuvalu zostało przyjęte do Wspólnoty Narodów i tym samym zostało członkiem ONZ. W 1981 roku Tuvalu przystąpiło do Regionalnego Porozumienia o Handlu i Współpracy Południowego Pacyfiku (South Pacific Regional Trade and Economic Cooperation Agreement, SPARTECA). Kraj przystąpił również do porozumienia o preferencyjnym handlu (Melanesian Spearhead Group, MSG). W sierpniu 2001 roku Tuvalu było jednym z sygnatariuszy Porozumienie w sprawie Zacieśniania Współpracy Gospodarczej (Pacific Agreement on Closer Economic Relations, PACER). W tym samym roku podpisano Porozumienie w sprawie Handlu (Pacific Island Countries Trade Agreement, PICTA). Założeniem tych ostatnich porozumień jest utworzenie strefy wolnego handlu na obszarze Południowego Pacyfiku.

### Podział administracyjny
Tuvalu podzielone administracyjnie jest na 9 dystryktów, z których 6 jest atolami, a 3 osobnymi wyspami.

## Gospodarka
Tuvalu nie posiada prawie żadnych bogactw naturalnych. Gospodarka opiera się na rolnictwie i rybołówstwie. Według FAO, Tuvalu produkuje rocznie: 140 t batatów i jamsu, 1600 t kokosów, 500 t warzyw, 300 t bananów, 500 t owoców tropikalnych i 1500 t ryb. Poza tym hoduje się trzodę chlewną i drób, rozwija się też pszczelarstwo. Niewielki przemysł zajmuje się głównie przetwórstwem żywności. Brak surowców naturalnych, słabo rozwinięte usługi.
Turystyka słabo rozwinięta; w 2010 roku Tuvalu odwiedziło 1684 przyjezdnych, w tym większość w celach biznesowych – spośród odwiedzających 360 osób (około 20%) stanowili turyści, a 11% – repatrianci odwiedzający rodzinę.
PKB na 1 osobę (dane z 2002) wynosi 1600 dolarów amerykańskich. Istnieją dwie elektrownie – cieplna na ropę naftową i słoneczna, na atolu Funafuti i Vaitupu. Bezrobocie w 2011 roku wyniosło 31,2%.
Kraj eksportuje głównie koprę (86%), ryby i rękodzieła. Eksport wynosi łącznie 1 mln $ (2004), z czego aż 61% do Niemiec, 20% do Włoch i 7% na Fidżi (2005). Importuje się właściwie wszystko – żywność (30%), paliwa, surowce, produkty przemysłowe, maszyny itd. Wychodzi razem 9,2 mln $ (2004) Pochodzą głównie z Fidżi (46%) i Japonii (19%) i Chin (18%).
W 2004 budżet był prawie zbilansowany – wydatki i dochody wyniosły po ok. 21 mln dolarów australijskich. Budżet opiera się na pomocy zagranicznej, zwłaszcza z Funduszu Powierniczego (utworzony w 1987), finansowanego przez Wielką Brytanię, Australię, Nową Zelandię, Japonię i Koreę Południową, z którego czerpane są pieniądze na inwestycje. Fundusze powiernicze są popularne w Oceanii, ale według Azjatyckiego Banku Rozwoju, ten jest najlepiej zarządzany z nich. Znaczącymi elementami budżetu są też wpływy z dzierżawy domeny internetowej .tv (ok. 2 mln dolarów amerykańskich na rok, według umowy z Verisign do 2016 roku), przekazy pieniężne dokonywane przez obywateli pracujących za granicą, koncesje na połowy ryb w wyłącznej strefie ekonomicznej (40% PKB kraju) oraz wpływy z emisji znaczków pocztowych.
Z ok. 7 tys. osób w wieku produkcyjnym pracuje połowa. Największym pracodawcą jest rząd. Ogólnie 78% pracuje w rolnictwie i rybołówstwie, 9% w przemyśle i budownictwie oraz 13% w usługach.
Walutą jest dolar tuwalski, który jest sztywno związany z dolarem australijskim w stosunku 1:1. Australijskie dolary są powszechnie używane na Tuvalu. Dolary tuwalskie emituje Narodowy Bank Tuvalu.

## Transport i łączność

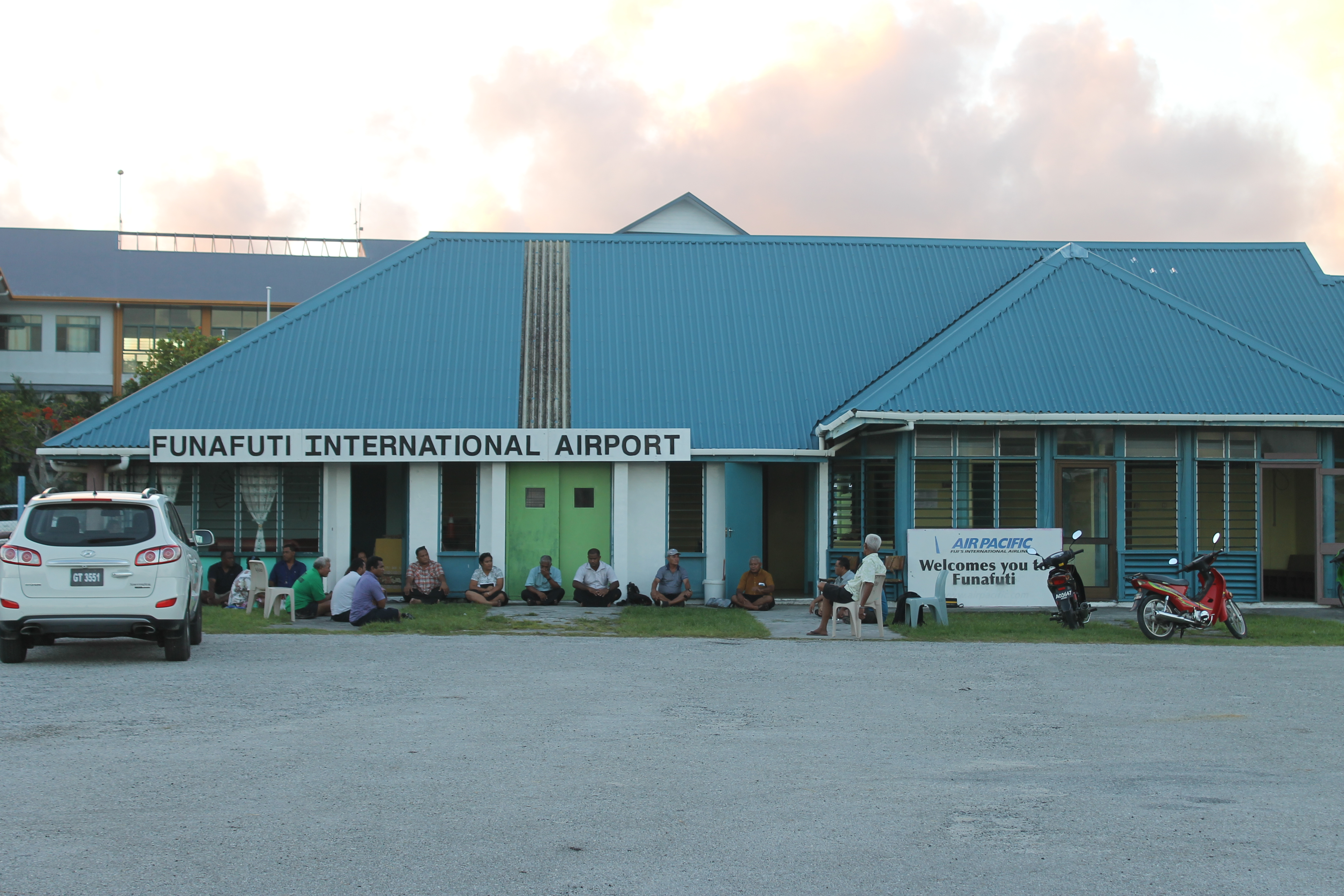
Terminal lotniska na Funafuti

Tuvalu posiada 22 km utwardzonych dróg. Mieszkańcy używają głównie rowerów i motorowerów. Do komunikacji między wyspami używane są statki. W stolicy jest lotnisko (Port lotniczy Funafuti) z dwoma utwardzonymi pasami startowymi (1530 na 30 m). Pod banderą Tuvalu pływają 52 statki o wyporności pow. 1000 GT (z tego tylko 9 należy do armatorów z Tuvalu). Łączność między wyspami odbywa się za pomocą radiotelefonów, a rozmowy międzynarodowe tylko przez satelitę (kod telefoniczny Tuvalu to +688). Z internetu korzysta około 15% mieszkańców. Funkcjonuje jedna rozgłośnia radiowa.
Według danych z 2012, na Tuvalu było wówczas 1300 abonentów telefonii komórkowej, w tym posiadaczy nieaktywnych kart SIM. Brak było wówczas dokładnych danych, szacunkowo 25% mieszkańców miało dostęp do telefonii i internetu.

## Obrona i służby państwowe
Za obronę wysp odpowiada Australia. Tuvalu ma niewielkie siły policyjne oraz morską jednostkę poszukiwawczą.

## Oświata
Szkolnictwo podstawowe (dla dzieci w wieku 6–13 lat) jest bezpłatne i obowiązkowe. Ponadto w Tuvalu istnieją przedszkola (Early Childhood Care and Education, ECCE) dla dzieci w wieku 3–5 lat, w których opłaty są dobrowolne, oraz szkoły średnie (dla młodzieży w wieku 14–18 lat), w których czesne wynosi 50 dolarów australijskich za semestr (dane za 2014 rok).
Na atolu Funafuti znajduje się jedna szkoła średnia, dwie szkoły podstawowe, osiem przedszkoli i jedna szkoła specjalna. Druga szkoła średnia w Tuvalu znajduje się na wyspie Vaitupu, poza tym jest tam jedna szkoła podstawowa i dwa przedszkola. Również na Nanumea jest jedna szkoła podstawowa i dwa przedszkola. Z kolei na Nukulaelae, Niulakita, Nukufetau, Nui i Niutao jest po jednej szkole podstawowej i jednym przedszkolu. Natomiast na Nanumanga jest tylko jedna szkoła – podstawowa (dane za 2014 rok).
Od końca lat 80. XX wieku w Tuwalu funkcjonuje wydział zamiejscowy (kampus) Uniwersytetu Południowego Pacyfiku. Studenci zdobywają wiedzę przeważnie drogą e-learningu przez Internet, komunikując się z kampusem Laucala w mieście Suva (Fidżi).
Analfabetyzm wynosi poniżej 5%.